# Lanterna de Gênes
La Lanterna est le nom donné au phare portuaire de la ville de Gênes, chef-lieu de la région de Ligurie. 
Elle est située sur le promontoire dit de San Benigno, à peu de distance de Sampierdarena, et se présente sous la forme d’une tour carrée haute de 76 mètres. Elle est coiffée par une lanterne cylindrique équipée d'une optique tournante qui émet deux éclats de 872 000 candelas toutes les 20 secondes. Sa hauteur focale est de 117 mètres.
C'est le plus haut phare d'Italie ainsi que de la Méditerranée et le cinquième plus élevé au monde .

## Histoire
Dès 1128, elle a le profil d’une tour caractérisée par une structure architectonique formée par deux troncs crénelés. À cette période, elle est située à l’extérieur des murailles, et ne sera réunie à son centre historique qu’à partir du XVIIe siècle. Alimentée par de l’huile d’olive, la première lanterne est installée en 1326, et pour mieux l’identifier depuis le large, en 1340, les armoiries de la ville y sont peintes sur le sommet de sa tour inférieure. Vers 1400, elle devient une prison pour le roi Jacques Ier de Chypre et son épouse qui y restent emprisonnés 5 ans comme otages. Au XVe siècle, elle est lourdement endommagée sous le feu des bombardes des insurgés génois contre les envahisseurs français. Après une trentaine d’années, en 1543, la tour est reconstruite sous son aspect actuel avec une coupole de cuivre aujourd’hui remplacée.
En 1684, sur ordre du roi Louis XIV, un bombardement détruit ses vitrages qui sont reconstruits en 1692.
Dans l’année 1778,  elle est protégée par un paratonnerre destiné à mettre un terme aux nombreux dégâts provoqués par la foudre au cours des siècles précédents. En 1840, une optique tournante avec une lentille de Fresnel est installée sur des roues d’un wagon, et le 15 janvier 1841 la Lanterna peut envoyer un jeu de lumière blanche jusqu’à 15 miles des côtes. Vers la fin du XIXe siècle, le système est modifié pour en augmenter la portée. Après une dernière modification en 1913, l’année 1936 marque le passage à l’énergie électrique, jusqu’aux derniers travaux, achevés en 1956, à la suite des dégâts causés par les raids aériens de la Seconde Guerre mondiale.

## Le musée
Les vestiges des fortifications savoyardes de 1830 - qui se trouvent à sa base  - contiennent un musée consacré aux récits et témoignages sur Gênes et sa province. Il est également possible de monter à l'intérieur du phare jusqu'à 76 m de haut.

### Sources
- (it) Cet article est partiellement ou en totalité issu de l’article de Wikipédia en italien intitulé « Lanterna di Genova » (voir la liste des auteurs).